# 张开济
张开济（1912年—2006年9月28日），祖籍浙江杭州，出生于上海，中華人民共和國建筑師。首届梁思成建築獎獲得者。

## 生平
张开济祖籍浙江杭州，1912年出生于上海，1935年毕业于国立中央大学建筑系。毕业后先后供职于英商公和洋行设计部、基泰工程司。之后在南京、上海开设建筑师事务所。曾任北京建筑设计研究院总建筑师。中国建筑学会副理事长。曾主持設計天安門觀禮臺、中國革命歷史博物館、釣魚臺國賓館、北京天文館等建築，被譽爲“設計了半個北京城”。
2006年9月28日在北京去世。

## 人物事件
1986年开始，时任北京市市长、市委书记陈希同提出“维护古都风貌”口号，又進而提出“夺回古都风貌”，从而使北京这一时期的许多建筑都用加盖大屋顶来赋予当代建筑以传统元素，顯例如北京西站上建有復古式亭子（戏称“陈希亭”）。张开济曾公開反對並多次批评此種风气，认为北京西站是“夺回古都风貌”的主要极端化发展举动之一，以“建筑戴帽”作为“维护古都风貌”的手段是“以假乱真”。1991年，张开济曾经在致北京市长陈希同的一封信中提到了这种风气的负面影响。
|                                     | ……陈希同曾经提出要维护古都风貌，夺回古都风貌，提法没错，做法错了。因为他的重点不是保护古建筑，而是在新建筑上大搞复古主义，盖小亭子，作用是以假乱真、喧宾夺主。我很早就提出，不能这么搞。北京西站要搞小亭子，我给他写信，向他提出忠告：“‘小亭子’用得太多了，就会造成新的千篇一律，令人望而生厌”。但结果还是搞了个登峰造极的小亭子，花了八千万。这么大的价钱，没有盖个先进的火车站，反而盖了一个落后的火车站。 |
| ——张开济（2004） ，《张开济访谈录》 | |

|                                   | 我想用几句话概括，‘认真保护古风貌，精心设计新建筑，坚决不搞假古董’。北京西客站那样的设计，和现代的设计思想是背道而驰的。一个交通设施以什么为设计思想呢？那就是高效率。火车停在站台上，旅客能以最短的距离、最少的时间、最快的速度上车，这是一个火车站设计的原则。 |
| ——张开济（2004） ，《文化自白書》 | |

## 代表作品
- 天安门观礼台
- 钓鱼台国宾馆
- 北京天文台
- 北京科普展览馆

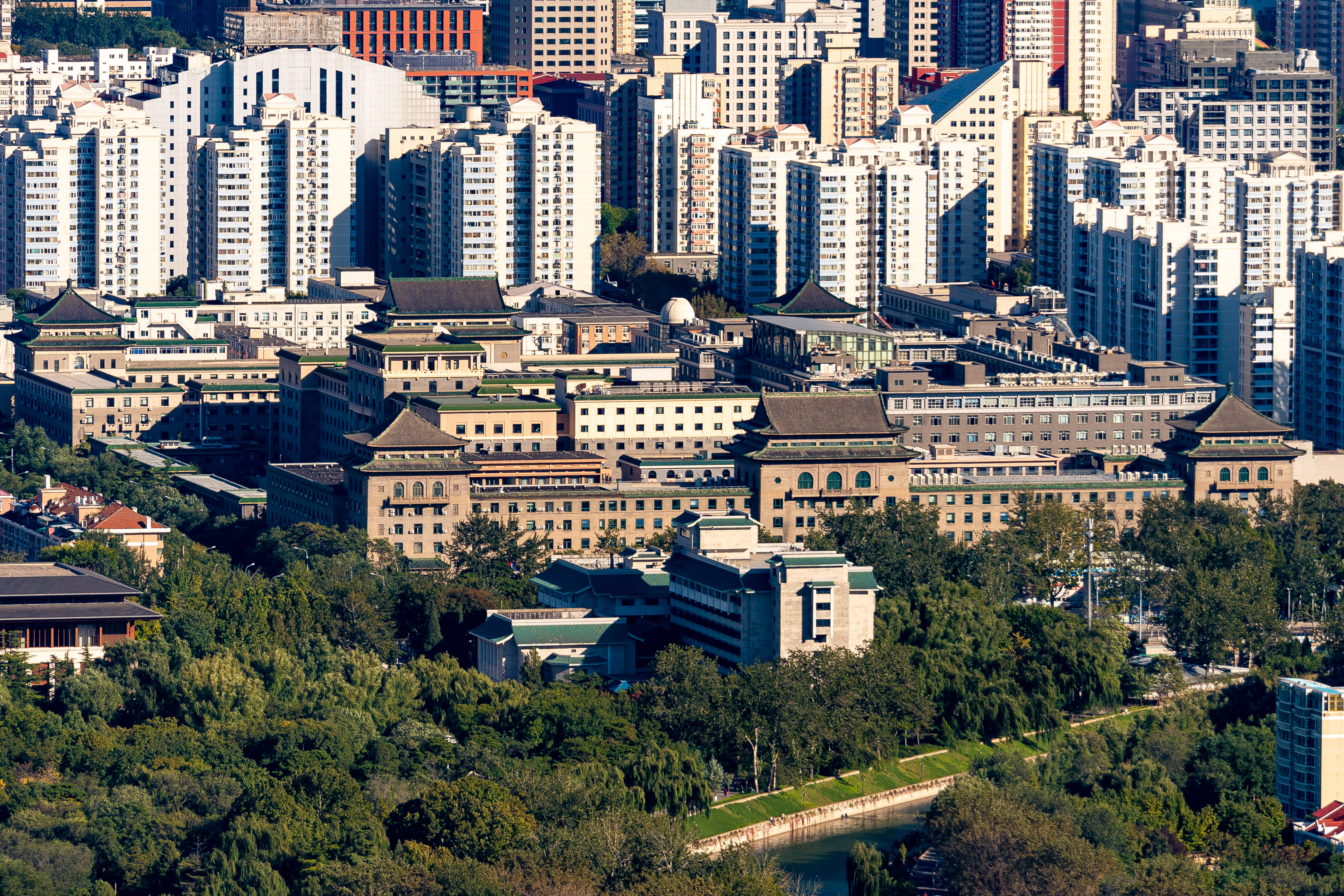
张开济设计的“四部一会”办公楼

- 北京“四部一会”办公楼（一机部、二机部、重工业部、财政部和国家计划委员会）
- 百万庄住宅区[3]

在他设计事业最辉煌的十年，成就了许多标志性建筑，有人评价说“张开济设计了半个北京城”。

## 家庭
夫人孙靖。长子张保和。次子张永和，建筑学家。